# Cesarò
Cesarò ist eine italienische Gemeinde in der Metropolitanstadt Messina in der Autonomen Region Sizilien mit 2115 Einwohnern (Stand 31. Dezember 2023). Die Gemeinde ist Teil der Metropolitanstadt Messina.

## Lage und Daten
Cesarò liegt 126 km westlich von Messina im südnebrodischen Gebirge. Die Einwohner leben hauptsächlich von der Landwirtschaft.
Die Nachbargemeinden sind Alcara li Fusi, Bronte (CT), Capizzi, Caronia, Cerami (EN), Longi, Maniace (CT), Militello Rosmarino, San Fratello, San Teodoro und Troina (EN).

## Geschichte
Cesarò wurde im Mittelalter gegründet. Das genaue Gründungsjahr ist unbekannt.

## Sehenswürdigkeiten
- Ruine des Schlosses der Romano Colonna
- Pfarrkirche Santa Maria Assunta aus dem Barock
- Aussicht auf den Ätna